# Giacomo Nizzolo
Giacomo Nizzolo (['dʒakomo nits'solo] – * 30. Januar 1989 in Mailand) ist ein italienischer Radrennfahrer.

## Werdegang
Giacomo Nizzolo gewann 2007 bei der Juniorenweltmeisterschaft in Aguascalientes auf der Bahn die Bronzemedaille in der Mannschaftsverfolgung.
Im Erwachsenenbereich war Nizzolo 2009 auf der Straße bei dem italienischen Eintagesrennen Trofeo Papà Cervi und beim Mannschaftszeitfahren der Vuelta a Tenerife erfolgreich. Bei den Mittelmeerspielen belegte er den vierten Platz im Straßenrennen. 2010 gewann er die Coppa del Mobilio und er wurde Fünfter im Straßenrennen der U23-Europameisterschaft.
Zur Saison 2011 erhielt er einen Vertrag beim UCI ProTeam Leopard Trek. In seiner ersten Saison in dem luxemburgischen Team gewann er eine Etappe der Bayern-Rundfahrt in einem Massensprint und somit sein erstes Rennen auf der UCI Europe Tour. Sein erstes UCI-WorldTour-Rennen gewann er 2012 bei einer Etappe der Eneco Tour. Nizzolo gewann beim Giro d’Italia 2015 und 2016 die Punktewertung, ohne dabei eine Etappe zu gewinnen, wobei ihm der Sprinterfolg auf der Abschlussetappe wegen der Behinderung von Sacha Modolo aberkannt wurde. Insgesamt war 2016 mit Siegen u. a. bei der italienischen Meisterschaft, der Coppa Bernocchi und dem Giro del Piemonte, sowie Platz fünf bei der Weltmeisterschaft seine bis dahin erfolgreichste Saison.
Nach mehreren Jahren mit kleineren Erfolgen und seinem Wechsel 2019 zu Dimension Data, gewann Nizzolo in der Saison 2020 mit je einer Etappe der Tour Down Under und bei Paris-Nizza wieder Rennen der WorldTour. Außerdem wurde er italienischer und europäischer Meister im Straßenrennen.
Im März 2021 gewann Nizzolo in Spanien das Eintagesrennen Clasica de Almeria. Beim Giro d’Italia 2021 gewann er den Massensprint der 13. Etappe. Beim Circuito de Getxo im August gewann Nizzolo den Sprint aus einer fünfköpfigen Spitzengruppe.
Nachdem das Team Qhubeka NextHash aufgrund von finanziellen Problemen keine Worldtour-Team-Lizenz für die Saison 2022 erhalten hatte, unterschrieb Nizzolo im Oktober 2021 einen Vertrag bei Israel-Premier Tech. Im Juli 2022 gewann Nizzolo sein erstes Rennen für das Team mit der ersten Etappe der Vuelta a Castilla y León. 2023, als erster Sieger seines Team in der Saison, gewann Nizzolo das französische Eintagsrennen Tro Bro Leon im Sprint aus einer kleinen Gruppe.
Zur Saison 2024 unterschrieb Nizzolo einen Vertrag bei Q36.5 Pro Cycling Team, einem Schweizer ProTeam.

## Erfolge
2007
- Weltmeisterschaft – Mannschaftsverfolgung (Junioren) mit Paolo Locatelli, Luca Pirini und Elia Viviani

2011
- eine Etappe Bayern-Rundfahrt

2012
- Gesamtwertung und eine Etappe Tour de Wallonie
- eine Etappe und Punktewertung Eneco Tour
- eine Etappe Tour du Poitou Charentes

2013
- zwei Etappen Luxemburg-Rundfahrt

2014
- eine Etappe Tour de San Luis
- eine Etappe Tour de Wallonie

2015
- Gran Premio Nobili Rubinetterie
- Punktewertung Giro d’Italia

2016
- zwei Etappen und Punktewertung Kroatien-Rundfahrt
- Punktewertung Giro d’Italia
- GP Kanton Aargau
- Italienischer Meister – Straßenrennen
- Coppa Bernocchi
- Giro del Piemonte
- eine Etappe Abu Dhabi Tour

2017
- Hammer Sprint Hammer Sportzone Limburg

2018
- eine Etappe Vuelta a San Juan Internacional

2019
- eine Etappe Tour of Oman
- eine Etappe Slowenien-Rundfahrt
- eine Etappe Vuelta a Burgos

2020
- eine Etappe Tour Down Under
- eine Etappe Paris-Nizza
- Italienischer Meister – Straßenrennen
- Europameister – Straßenrennen

2021
- Classica di Almeria
- eine Etappe Giro d’Italia
- Circuito de Getxo

2022
- eine Etappe Vuelta a Castilla y León

2023
- Tro Bro Leon

## Grand-Tour-Platzierungen
| Grand Tour            | 2012 | 2013 | 2014 | 2015 | 2016 | 2017 | 2018 | 2019 | 2020 | 2021 | 2022 | 2023 |
| --------------------- | ---- | ---- | ---- | ---- | ---- | ---- | ---- | ---- | ---- | ---- | ---- | ---- |
| Giro d’ItaliaGiro     | 130  | 130  | 141  | 137  | 109  | DNF  | –    | DNF  | –    | DNF  | DNF  | –    |
| Tour de FranceTour    | –    | –    | –    | –    | –    | –    | –    | DNF  | DNF  | –    | –    | –    |
| Vuelta a EspañaVuelta | –    | –    | –    | –    | –    | –    | 140  | –    | –    | –    | –    | –    |